# Chionomesa lactea
La amazilia zafirina (Chionomesa láctea), también denominada diamante pechizafiro (en Venezuela), colibrí de pecho zafiro (en Perú), amazilia pechizafiro (en Ecuador), diamante de pecho zafiro, picaflor pecho azul o picaflor pecho zafiro (en Argentina), es una especie de ave apodiforme de la familia Trochilidae —los colibríes— una de las dos pertenecientes al género Chionomesa, anteriormente incluida en el género  Amazilia . Es nativa de América del Sur. 

## Distribución y hábitat
Se distribuye en tres áreas muy distantes entre sí; en el sureste de Venezuela; en el occidente de la cuenca del Amazonas, del este de Perú, norte de Bolivia y oeste de Brasil; y en el este de Brasil, y extremo noreste de Argentina.
Esta especie es considerada de común a muy común en la mayor parte de su ditribución en una variedad de hábitats tales como bordes de la selva tropical, bosque de galería, bosque secundario, bordes de ríos y claros; particularmente en el sur del área de distribución se encuentra a menudo en hábitats abiertos a semiabiertos como cerrados, «campos rupestres», capoeiras, parques, huertos y jardines. Se ha registrado localmente en plantaciones de Eucaliptus. En altitudes desde casi el nivel del mar hasta los 1400 m.

## Descripción
Mide entre 8,9 y 9,5 cm  de longitud y pesa 4,6 g. El pico alcanza 18 mm, es casi recto, negro en la parte superior y rosado en la inferior. El dorso y la corona son de color verde bronceado, la garganta es verde violácea. Tanto el macho como la hembra presentan en el pecho, un color azul zafiro brillante y el vientre verde azulado con una bien delineada franja blanca.

## Alimentación
Se alimenta principalmente de néctar, tanto de flores rastreras como las de árboles y enredaderas. Visita las flores y bebederos en horarios regulares y tiene un comportamiento fuertemente territorial. También consume insectos, que a veces toma de las telarañas.

## Sistemática

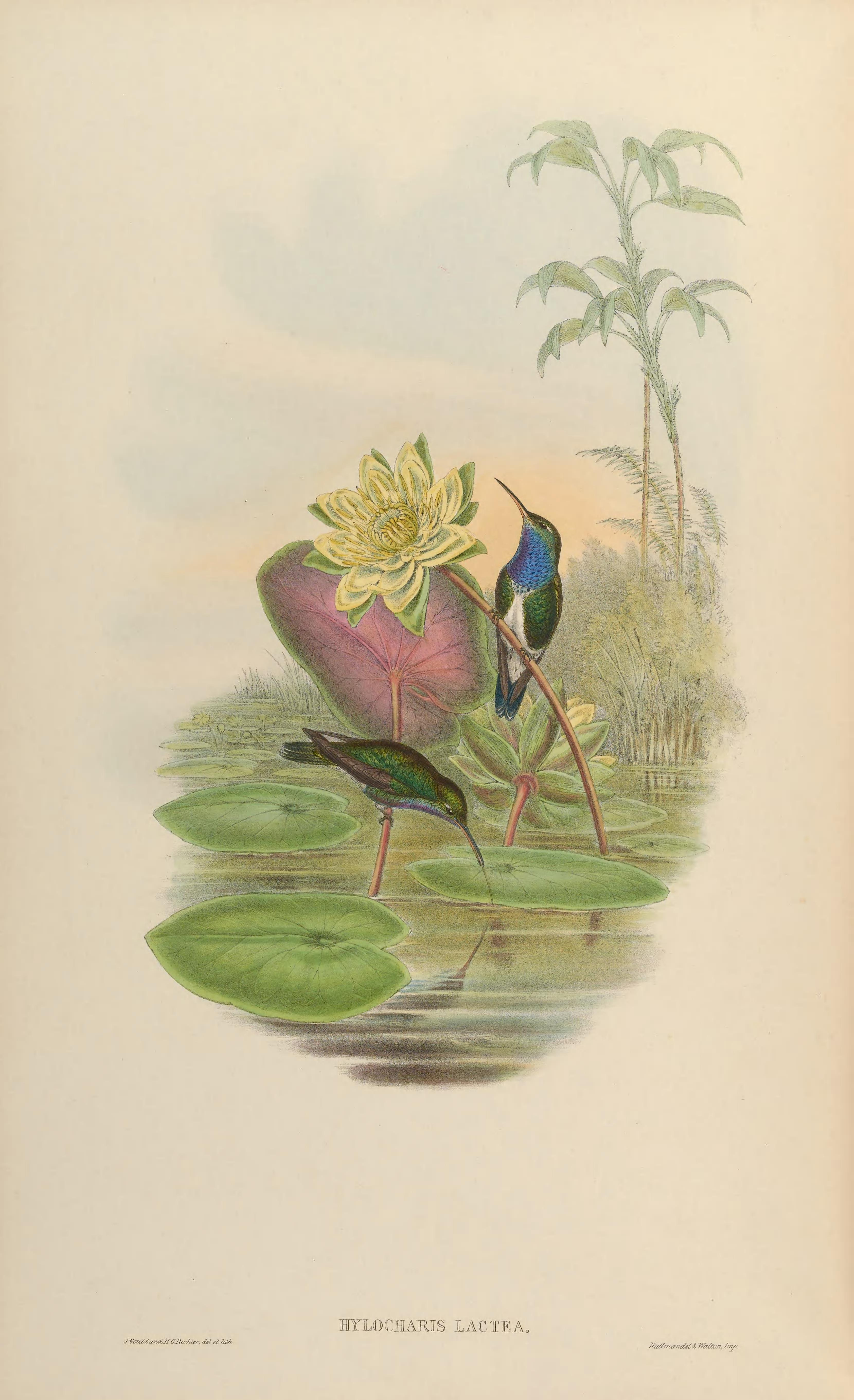
Hylocharis lactea, ilustración de Gould y Richter en A monograph of the Trochilidae, or family of humming-birds 5, 1861.

### Descripción original
La especie C. lactea fue descrita por primera vez por el ornitólogo francés René Primevère Lesson en 1832 bajo el nombre científico Ornismya lactea; la localidad tipo no fue indicada.

### Etimología
El nombre genérico femenino Chionomesa se compone de las palabras del griego «khiōn» que significa ‘nieve’ y «mesos» que significa ‘medio’, ‘mitad’; y el nombre de la especie «lactea» proviene del latín «lacteus» que significa ‘lechoso’, ‘de color blanco lechoso’.

### Taxonomía
Los estudios filogenéticos de McGuire et al. (2014) demostraron que el género Amazilia era altamente polifilético y que las entonces especies A. lactea y A. fimbriata están estrechamente relacionadas entre sí y no son parientes próximas de Amazilia «sensu-stricto». En la clasificación propuesta para resolver la polifilia del género, Stiles et al. (2017) propusieron la resurrección del género Chionomesa, para albergar estas dos especies, lo que fue reconocido por el por el Comité de Clasificación de Sudamérica (SACC) en la Propuesta N.º 781.
La subespecie C. lactea bartletti, del occidente de la Amazonia es considerada como una especie separada de la presente por las clasificaciones Aves del Mundo y Birdlife International (BLI), con base en diferencias de plumaje, pero esto no es seguido por otras clasificaciones.

### Subespecies
Según las clasificaciones del Congreso Ornitológico Internacional (IOC) y Clements Checklist/eBird  se reconocen tres subespecies, con su correspondiente distribución geográfica:
- Grupo politípico lactea/zimmeri:
  - Chionomesa lactea zimmeri (Gilliard), 1941 – sureste de Venezuela (centro y sur de Bolívar).
  - Chionomesa lactea lactea (Lesson), 1832 – este de Brasil desde el centro de Bahía hasta el norte de Santa Catarina;[8] rara en el extremo noreste de Argentina (Misiones).[6]

- Grupo monotípico bartletti:
  - Chionomesa lactea bartletti (Gould), 1866 – este de Perú (sur de San Martín), norte de Bolivia (Pando, La Paz, Beni y Santa Cruz), y adyacente oeste de Brasil (Acre y suroeste de Amazonas); dudosamente registrado en el extremo este de Ecuador (Napo).

## Curiosidades

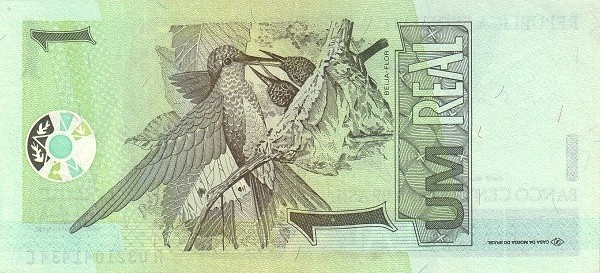
Billete de 1 Real brasileño

Una imagen suya ilustra los billetes de un real brasileño.